# Jarlín Quintero
Jarlín Medardo Quintero León (Magüí Payán, Nariño, Colombia, 19 de agosto de 1993) es un futbolista colombiano. Juega como delantero y su equipo actual es el UTC de Cajamarca de la Liga1 de Perú.

## Trayectoria

### América de Cali
Debutó el 2012 con América de Cali, fue campeón del Apertura de Primera B 2012 clasificando a la final nacional por el ascenso. Sin embargo, perdió la final contra Alianza Petrolera. Al siguiente año llegó Diego Umaña y perdió continuidad. Logró anotarle un gol al clásico rival Deportivo Cali.

### Aragua
Luego emigró a Venezuela para jugar por Aragua F. C., club donde fue su mejor momento futbolístico, logró anotar 12 goles. Sin embargo, Jarlín también pasó un mal momento al ser diagnosticado con chikunguña junto a 4 compañeros suyos. En lo colectivo, no pudo conseguir un campeonato internacional.

### Cúcuta Deportivo
A mediados del 2015 volvió a Colombia y fue presentado en Cúcuta Deportivo junto al argentino Germán Centurión. A final de temporada se fue al descenso.

### Carabobo
Al siguiente año volvió al fútbol venezolano para jugar por el Carabobo F. C. con el cual clasificó a la Copa Libertadores 2017. Tuvo un paso fugaz por el ACD Lara. Jugó con el jugador internacional Gabriel Cichero.

### Atlético Reynosa
En junio del 2017 firma por Atlético Reynosa, tuvo un paso discreto por el club.

### Perú
A inicios del 2018 llega a Deportivo Hualgayoc de la Segunda División del Perú, fue uno de los goleadores del club con 14 tantos. Gracias a su gran año fue observado por clubes de Primera División.
A finales del 2018 llega a Universidad Técnica de Cajamarca para jugar el Campeonato Descentralizado 2019 y Copa Sudamericana 2019. En dicho torneo, el 3 de abril de 2019 anotó su primer gol internacional contra Cerro en el empate 1-1 de la ida. Jugó al lado de sus compatriotas Jonathan Segura y Mario Ramírez. En lo deportivo le fue excelente a Jarlin, dado que anotó 8 goles en el campeonato. 
En el 2020 fue fichado por la Academia Cantolao para afrontar la Liga 1 2020. Logra salvarse del descenso en la última fecha del torneo.

### Jaguares de Córdoba
El 7 de enero de 2022 se confirma su regreso a Colombia para jugar con Jaguares de Córdoba.
El 2023 ficha por Deportivo Llacuabamba, perdiendo en los cuartos de final de los Play off para el ascenso a la Liga 1. Fue figura y goleador de su equipo, logrando anotar 13 goles en la temporada.

### UTC de Cajamarca
El 1 de enero de 2024 se anuncia el retorno al UTC de Cajamarca para jugar la Liga 1 Te apuesto de Perú. 

## Clubes
| Club                  | País      | Año       |
| --------------------- | --------- | --------- |
| América de Cali       | Colombia  | 2012-2014 |
| Aragua F. C.          | Venezuela | 2014-2015 |
| Cúcuta Deportivo      | Colombia  | 2015      |
| Carabobo F. C.        | Venezuela | 2016      |
| ACD Lara              | Venezuela | 2017      |
| Atlético Reynosa      | México    | 2017      |
| Deportivo Hualgayoc   | Perú      | 2018      |
| UTC de Cajamarca      | Perú      | 2019      |
| Academia Cantolao     | Perú      | 2020      |
| Sport Huancayo        | Perú      | 2021      |
| Jaguares de Córdoba   | Colombia  | 2022      |
| Deportivo Llacuabamba | Perú      | 2023      |
| UTC de Cajamarca      | Perú      | 2024-     |

## Estadísticas
Actualizado al último partido disputado el 11 de agosto de 2025.
| Club                           | Div.          | Temporada     | Liga  | Liga  | Copas nacionales | Copas nacionales | Copas internacionales | Copas internacionales | Total | Total |
| Club                           | Div.          | Temporada     | Part. | Goles | Part.            | Goles            | Part.                 | Goles                 | Part. | Goles |
| ------------------------------ | ------------- | ------------- | ----- | ----- | ---------------- | ---------------- | --------------------- | --------------------- | ----- | ----- |
| América de Cali · Colombia     | 2.ª           | 2012          | 5     | 1     | 3                | 1                | -                     | -                     | 8     | 2     |
| América de Cali · Colombia     | 2.ª           | 2013          | 7     | 0     | 8                | 1                | -                     | -                     | 15    | 1     |
| América de Cali · Colombia     | Total club    | Total club    | 12    | 1     | 11               | 2                | 0                     | 0                     | 23    | 3     |
| Aragua F. C. · Venezuela       | 1.ª           | 2014-15       | 29    | 12    | 0                | 0                | -                     | -                     | 29    | 12    |
| Aragua F. C. · Venezuela       | Total club    | Total club    | 29    | 12    | 0                | 0                | 0                     | 0                     | 29    | 12    |
| Cúcuta Deportivo · Colombia    | 1.ª           | 2015          | 4     | 0     | 0                | 0                | -                     | -                     | 4     | 0     |
| Cúcuta Deportivo · Colombia    | Total club    | Total club    | 4     | 0     | 0                | 0                | 0                     | 0                     | 4     | 0     |
| Carabobo F. C. · Venezuela     | 1.ª           | 2016          | 15    | 4     | 0                | 0                | -                     | -                     | 15    | 4     |
| Carabobo F. C. · Venezuela     | Total club    | Total club    | 15    | 4     | 0                | 0                | 0                     | 0                     | 15    | 4     |
| ACD Lara · Venezuela           | 1.ª           | 2017          | 13    | 3     | 0                | 0                | -                     | -                     | 13    | 3     |
| ACD Lara · Venezuela           | Total club    | Total club    | 13    | 3     | 0                | 0                | 0                     | 0                     | 13    | 3     |
| Deportivo Hualgayoc · Perú     | 2.ª           | 2018          | 23    | 14    | -                | -                | -                     | -                     | 23    | 14    |
| Deportivo Hualgayoc · Perú     | Total club    | Total club    | 23    | 14    | 0                | 0                | 0                     | 0                     | 23    | 14    |
| UTC de Cajamarca · Perú        | 1.ª           | 2019          | 31    | 8     | 2                | 1                | 2                     | 1                     | 35    | 10    |
| UTC de Cajamarca · Perú        | 1.ª           | 2024          | 32    | 17    | 0                | 0                | 0                     | 0                     | 32    | 17    |
| UTC de Cajamarca · Perú        | 1.ª           | 2025          | 21    | 8     | 0                | 0                | 0                     | 0                     | 20    | 8     |
| UTC de Cajamarca · Perú        | Total club    | Total club    | 84    | 33    | 2                | 1                | 2                     | 1                     | 88    | 35    |
| A. D. Cantolao · Perú          | 1.ª           | 2020          | 25    | 10    | -                | -                | -                     | -                     | 25    | 10    |
| A. D. Cantolao · Perú          | Total club    | Total club    | 25    | 10    | 0                | 0                | 0                     | 0                     | 25    | 10    |
| Sport Huancayo · Perú          | 1.ª           | 2021          | 20    | 3     | 1                | 0                | 7                     | 1                     | 28    | 4     |
| Sport Huancayo · Perú          | Total club    | Total club    | 20    | 3     | 1                | 0                | 7                     | 1                     | 28    | 4     |
| Jaguares de Córdoba · Colombia | 1.ª           | 2022          | 24    | 2     | 4                | 3                | -                     | -                     | 28    | 5     |
| Jaguares de Córdoba · Colombia | Total         | Total         | 24    | 2     | 4                | 3                | 0                     | 0                     | 28    | 5     |
| Deportivo Llacuabamba · Perú   | 2.ª           | 2023          | 23    | 13    | -                | -                | -                     | -                     | 23    | 13    |
| Deportivo Llacuabamba · Perú   | Total club    | Total club    | 23    | 13    | 0                | 0                | 0                     | 0                     | 23    | 13    |
| Total carrera                  | Total carrera | Total carrera | 272   | 95    | 18               | 6                | 9                     | 2                     | 299   | 103   |

## Palmarés

### Campeonatos nacionales
| Título                | Club            | País     | Año  |
| --------------------- | --------------- | -------- | ---- |
| Apertura de Primera B | América de Cali | Colombia | 2012 |